# توماس آلن (بازیکن فوتبال، زاده ۱۹۹۹)
توماس آلن (انگلیسی: Thomas Allan؛ زادهٔ ۲۳ سپتامبر ۱۹۹۹) بازیکن فوتبال است.